# Słomiany byczek (film 1971)
Słomiany byczek (ros. Соломенный бычок, Sołomiennyj byczok) – radziecki film animowany z 1971 roku w reżyserii Anatolija Rieznikowa oparty na motywach rosyjskich bajek o dzielnym słomianym byczku. Film studia Ekran.